# 데비 리 캐링톤

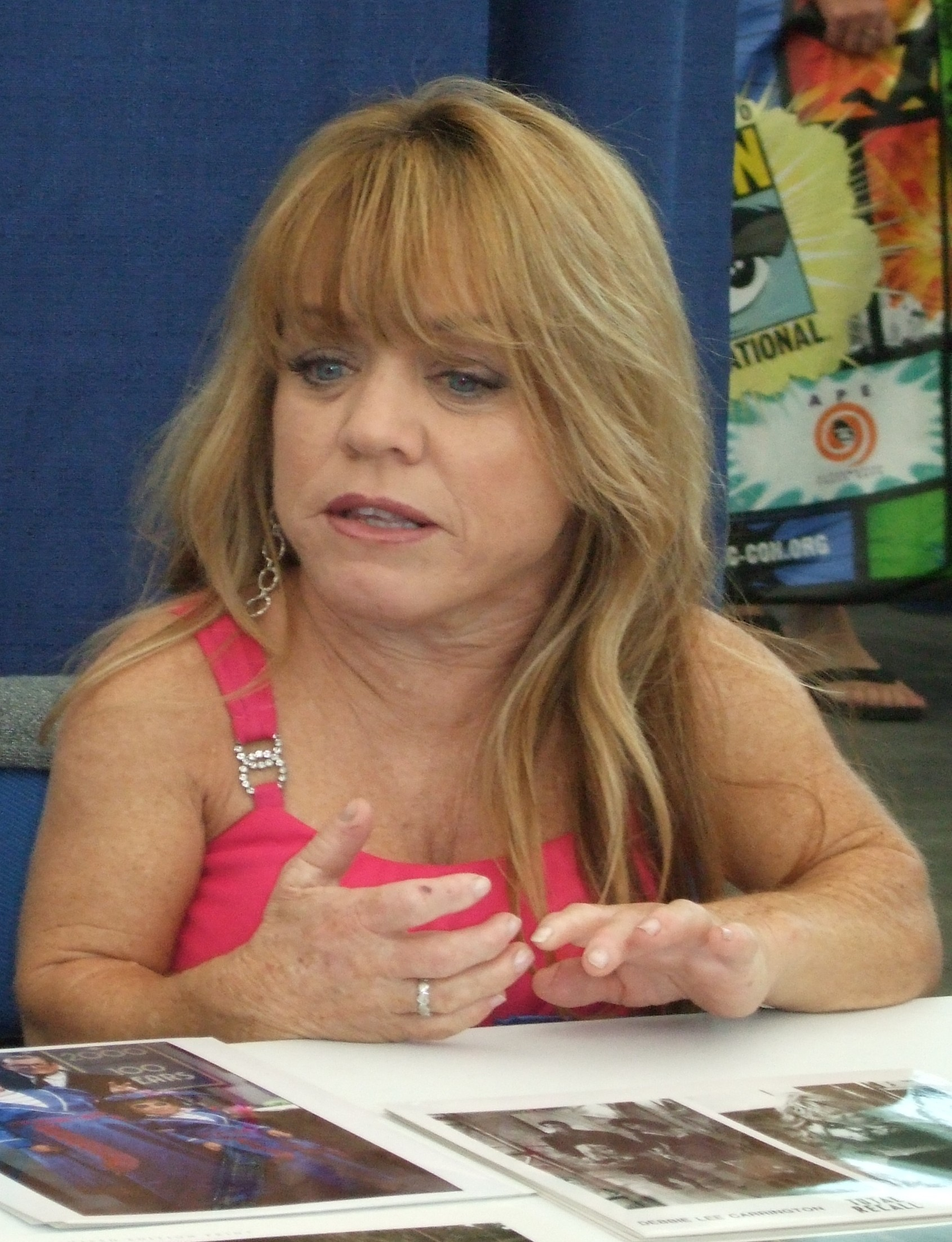

데비 리 캐링턴(Debbie Lee Carrington, 1959년 12월 14일 ~ 2018년 3월 24일)는 미국의 배우, 스턴트 배우이다.
산호세에서 태어났으며 플레전턴에서 사망하였다.

## 출연 작품
- 비치 슬랩 (2009년)
- 베드타임 스토리 (2008년)
- 허프 (2004년)
- 사탄의 인형 5-처키, 사탄의 씨앗 (2004년)
- 폴라 익스프레스 (2004년) - 엘프 역
- 팁토즈 (2003년)
- 무서운 영화 3 (2003년)
- 크리스마스 시크릿 (2000년)
- 쉬즈 올 댓 (1999년)
- 맨 인 블랙 (1997년)
- 크루세이더 - 로저경 외계에 가다 (1994년)
- 배트맨 2 (1992년)
- 녹색 화성인 (1990년)
- 토탈 리콜 (1990년) - 썸벨리나 역
- 가비지 페일 키즈 무비 (1987년)
- 캡틴 EO (1986년)
- 캡틴 이오 (1986년)
- 하워드 덕 (1986년)
- 이와크의 대모험 (1984년)

### 텔레비전
- 더 드류 캐리 쇼 (1995년)
- SOS 해상 구조대 (1989년)